# 40 Dayz and 40 Nightz
Albums de Xzibit
At the Speed of Life
(1996) Likwit Rhymes
(2000)
Singles
1. What U See Is What U Get
Sortie : 6 juillet 1998
2. Los Angeles Times
Sortie : 22 septembre 1998
3. 3 Card Molly
Sortie : 17 novembre 1998
4. Pussy Pop
Sortie : 1er janvier 1999

40 Dayz and 40 Nightz est le deuxième album studio de Xzibit, sorti le 25 août 1998.

## Liste des titres
| No  | Titre                                              | Contient un (des) sample(s) de | Durée |
| --- | -------------------------------------------------- | --- | ----- |
| 1.  | The Last Night (Intro)                             | Paparazzi de Xzibit | 1:03  |
| 2.  | Chamber Music                                      | Ruins d'Abigail Mead | 4:23  |
| 3.  | 3 Card Molly (featuring Ras Kass et Saafir)        | The Windmills of Your Mind de Petula Clark | 3:55  |
| 4.  | What U See Is What U Get                           | Synthetic Substitution de Melvin Bliss Get Off Your Ass and Jam de Funkadelic                                                                             | 5:08  |
| 5.  | Handle Your Business (featuring Defari)            | | 4:15  |
| 6.  | Nobody Sound Like Me (featuring Montage One)       | If I Ever Lose This Heaven de Quincy Jones featuring Minnie Riperton, Leon Ware et Al Jarreau Shark N****s (Biters) de Raekwon featuring Ghostface Killah | 3:38  |
| 7.  | Pussy Pop (featuring Method Man et Jayo Felony)    | | 3:18  |
| 8.  | Chronic Keeping 101 (Interlude)                    | | 2:00  |
| 9.  | Shroomz                                            | Funky Worm des Ohio Players | 3:01  |
| 10. | Focus                                              | | 3:30  |
| 11. | Jason (48 Months Interlude)                        | | 1:26  |
| 12. | Deeper                                             | | 2:58  |
| 13. | Los Angeles Times                                  | Heaven and Hell Is on Earth du 20th Century Steel Band Mini-Manhunt de David Shire                                                                        | 4:24  |
| 14. | Inside Job                                         | | 3:10  |
| 15. | Let It Rain (featuring King Tee et Tha Alkaholiks) | Fire Weaver de Roy Ayers Ubiquity | 5:36  |
| 16. | Recycled Assassins (featuring Montageone)          | Get Outta My Life Woman de The New Apocalypse Farandole (L’Arlésienne Suite #2) de Bob James                                                              | 4:14  |
| 17. | Outro                                              | | 1:14  |

| 18. | Don't Let the Money Make You (featuring King Tee et Soopafly) |  | 5:19 |